# إليوشن إي أل-112

إليوشن إي أل-112 (بالإنجليزية: Ilyushin Il-112)‏ هي طائرة نقل عسكري بمحركين أنتجت في روسيا. من صناعة إليوشن.